# Timothy Dupont
Timothy Dupont (ur. 1 listopada 1987 w Gandawie) – belgijski kolarz szosowy.

## Osiągnięcia
Opracowano na podstawie:

2010
- 1. miejsce w Grote Prijs Stad Geel

2011
- 3. miejsce w Omloop van het Waasland

2012
- 3. miejsce w Omloop van het Houtland

2013
- 2. miejsce w Tour du Loir-et-Cher
  - 1. miejsce w klasyfikacji punktowej
- 1. miejsce w klasyfikacji punktowej Tour de Bretagne
  - 1. miejsce na 3. i 5. etapie
- 2. miejsce w Nationale Sluitingsprijs

2015
- 3. miejsce w Route Adélie de Vitré
- 1. miejsce w klasyfikacji punktowej Tour Alsace
  - 1. miejsce na 2. i 4. etapie
- 2. miejsce w Omloop van het Houtland

2016
- 1. miejsce w klasyfikacji punktowej Driedaagse van West-Vlaanderen
  - 1. miejsce na 2. etapie
- 1. miejsce w Nokere Koerse
- 1. miejsce w klasyfikacji punktowej Tour de Normandie
  - 1. miejsce na 1., 3. i 6. etapie
- 1. miejsce w Dwars door de Vlaamse Ardennen
- 1. miejsce w Grand Prix Criquielion
- 1. miejsce w Memorial Van Coningsloo
- 3. miejsce w Ronde van Limburg
- 1. miejsce w Grand Prix de la ville de Pérenchies
- 1. miejsce w klasyfikacji punktowej Tour Alsace
  - 1. miejsce na 1., 2. i 4. etapie
- 1. miejsce w Antwerpse Havenpijl
- 2. miejsce w GP Stad Zottegem
- 2. miejsce w Schaal Sels
- 1. miejsce w De Kustpijl
- 1. miejsce w Kampioenschap van Vlaanderen
- 2. miejsce w Primus Classic
- 3. miejsce w Gooikse Pijl
- 2. miejsce w Nationale Sluitingsprijs

2017
- 1. miejsce w Grote Prijs Jef Scherens
- 3. miejsce w Nationale Sluitingsprijs

2018
- 1. miejsce w klasyfikacji punktowej Quatre Jours de Dunkerque
- 3. miejsce w Clásica de Almería
- 1. miejsce w Schaal Sels
- 3. miejsce w Grote Prijs Jef Scherens
- 3. miejsce w Omloop van het Houtland

2019
- 2. miejsce w Trofeo Palma de Mallorca
- 3. miejsce w Grand Prix de Denain
- 2. miejsce w mistrzostwach Belgii (start wspólny)
- 1. miejsce na 1. etapie Tour de Wallonie
- 2. miejsce w Schaal Sels
- 2. miejsce w Omloop Mandel-Leie-Schelde
- 3. miejsce w Grote Prijs Jef Scherens
- 3. miejsce w Antwerp Port Epic
- 3. miejsce w Gooikse Pijl

2020
- 2. miejsce w Grote Prijs Jean-Pierre Monseré
- 3. miejsce w Grand Prix d’Isbergues

2021
- 1. miejsce na 2. etapie Étoile de Bessèges
- 3. miejsce w Grote Prijs Jean-Pierre Monseré

2022
- 3. miejsce w Dorpenomloop Rucphen
- 1. miejsce na 4. etapie ZLM Tour

2023
- 2. miejsce w Puivelde Koerse
- 3. miejsce w Gullegem Koerse

## Rankingi
| Rok             | 2010 | 2011 | 2012 | 2013 | 2014 | 2015 | 2016 | 2017 | 2018 | 2019 | 2020 | 2021 | 2022 | 2023 | 2024 |
| --------------- | ---- | ---- | ---- | ---- | ---- | ---- | ---- | ---- | ---- | ---- | ---- | ---- | ---- | ---- | ---- |
| World Ranking   |      |      |      |      |      |      | 30.  | 111. | 61.  | 51.  | 206. | 137. | 244. | 240. | 294. |
| UCI Europe Tour | 120. | 480. | 129. | 40.  | 925. | 69.  | 2.   | 23.  | 3.   | 39.  | 171. | 117. | 199. | -    | -    |
|                 |      |      |      |      |      |      |      |      |      |      |      |      |      |      |      |
| Źródło: UCI     |      |      |      |      |      |      |      |      |      |      |      |      |      |      |      |